# Abuela de verano
Abuela de verano es una serie española de televisión, emitida por TVE en 2005 y basada en el libro Diario de una abuela de verano de Rosa Regàs.

## Argumento
Eva Saguès (Rosa María Sardà) es una mujer separada, madura y moderna que se enfrenta a las no siempre sencillas relaciones con sus cinco hijos y doce nietos, a los que acoge durante los meses de verano en su casa de campo del Ampurdán.
A los 50 años, Eva decidió romper con su vida anterior y dedicarse por completo a su gran pasión: la escritura. Ahora, a los sesenta y pico, es una autora de cierto renombre. Pero durante el mes de julio de 2006, debe compartir su masía del Empordà con sus 12 nietos.

## Reparto
- Rosa María Sardà como Eva Sagués, matriarca.
- Elvira Mínguez como Carmen, trabaja en la casa.
- Maite Jáuregui como Teresa, hija de 19 años de Carmen.
- Gorka Lasaosa como Roger, novio de Teresa.
- Abdel Aziz El Mountassir como Abdel, trabaja en la casa.
- Blanca Martínez como Mercedes, cocinera.
- Blanca Apilánez como Cristina, hija de Eva.
- Jordi Bosch como Álex, yerno.
- Adriana Torrebejano como Aurora, nieta.
- Daniel Casadellà como Diego,nieto.
- Amanda Maestre como Katia, nieta.
- Xavi Mira como Alberto, hijo de Eva.
- Laura Jou como Ana, nuera.
- Álvaro Cervantes como Bioy, nieto.
- Pau Poch como Gustavo, nieto.
- Elena Guerrero como Leonor, nieta.
- Marc Martínez como Ernesto, hijo de Eva y hermano gemelo de Laia.
- Ana Rayo como Paula, nuera.
- Denise Maestre como Coral, nieta.
- Christian Casas como Ernesto, nieto.
- Ester Vázquez Burgés como Julia, nieta.
- Laura Mañá como Laia, hija de Eva y hermana gemela de Ernesto.
- Gonzalo Cunill como Tano, yerno.
- Gemma Lozano como Feli, nieta.
- Álex Carmona como Iñaki, nieto.
- Pol Mainat Sardá como Joel, hijo de Eva.
- Nur Levi como Nuri, nuera.
- Óscar Casas como Miguel, nieto.
- [¿quién?] como Ariadna, nieta.
- Albert Espinosa como Helio/Doctor Utrera, médico de la familia.
- Mercè Pons como Dora, vecina de Eva.
- Cora Tiedra como María Antonia, veterinaria, pareja de Dora y amante del Helio/Doctor Utrera.

## Personajes
- Cristina (40 años): es psiquiatra, está casada con Álex (50 años), urólogo, y sus hijos: Aurora (14 años), la artista incomprendida; Diego (12 años), el vago y Katia (6 años), la independiente.
- Alberto (38 años): el periodista, está casado con Ana (36 años), traductora, y sus hijos: Bioy (15 años), el deportista competitivo; Gustavo (9 años) y Leonor (6 años), la bailarina.
- Ernesto (35 años): arquitecto y separado, convive con la inspectora de hacienda (Paula) (34 años) y sus hijos: Coral (13 años), la responsable ordenada (hija de la primera mujer); Ernesto (11 años), el pianista empollón (hijo de la primera mujer) y Julia (6 años), a la que le gusta un montón el color rosa, tiene todas las cosas de color rosa (hermanastra de Coral y Ernesto).
- Laia (35 años), la novelista, está casada con el empresario Tano (37 años) y sus hijos: Felicidad [Feli], (10 años): la rebelde, e Iñaki (11 años): el pupas hipocondríaco.
- Joel (32 años), el cineasta casado con la actriz Nuri (27 años) y sus hijos: Miguel (5 años): El terremoto. El más pequeño y travieso, y su hermana recién nacida Ariadna.

## Episodios
| Capítulo | Título original                   | Fecha de emisión                          | Espectadores | Cuota de pantalla |
| -------- | --------------------------------- | ----------------------------------------- | ------------ | ----------------- |
| 1        | «'A' de abuela»                   | 6 de septiembre de 2005                   | 3.874.000    | 24,5%             |
| 2        | «'A' de animales»                 | 13 de septiembre de 2005                  | 2.355.000    | 16,6%             |
| 3        | «'A' de agua»                     | 20 de septiembre de 2005                  | 2.711.000    | 16,8%             |
| 4        | «'A' de árbitro»                  | 27 de septiembre de 2005                  | 2.447.000    | 14,4%             |
| 5        | «'A' de avestruz»                 | 4 de octubre de 2005                      | 2.394.000    | 14,3%             |
| 6        | «'A' de amarcord»                 | 11 de octubre de 2005                     | 2.504.000    | 15,7%             |
| 7        | «'A' de Ariadna»                  | 18 de octubre de 2005                     | 1.721.000    | 11,5%             |
| 8        | «'A' de Amador»                   | 25 de octubre de 2005                     | 2.428.000    | 14,3%             |
| 9        | «'A' de aguacero»                 | 1 de noviembre de 2005                    | 1.681.000    | 11,8%             |
| 10       | «'A' de alcalde»                  | 8 de noviembre de 2005                    | 2.051.000    | 11,6%             |
| 11       | «'A' de afortunados»              | 15 de noviembre de 2005                   | 2.986.000    | 12,3%             |
| 12       | «'A' de adiós»                    | 22 de noviembre de 2005                   | 966.000      | 9,5%              |
| 13       | «'A' de abuelo»                   | 29 de noviembre de 2005                   | 2.711.000    | 12,6%             |
| TOTAL    |                                   |                                           |              |                   |
| Tot      | 'A' de abuela hasta 'A' de abuelo | 6 de septiembre a 29 de noviembre de 2005 | 2.371.000    | 14,3%             |

## Recepción y crítica
En su estreno, la producción alcanzó un 24,5 % de cuota de pantalla, porcentaje que, sin embargo, fue descendiendo hasta el 12,6 % en su último episodio. La portavoz del PP en el Consejo de Administración de Radiotelevisión Española, Isabel Ugalde, comentó al respecto: "Hay cosas que los españoles de hoy no quieren ver, y los españoles nos han dado la razón de que el programa no servía. No entendemos esta añoranza del pasado ni por qué TVE sigue respondiendo a esquemas antiguos y prototípicos como el programa de Wyoming o la serie de Rosa María Sardá (Abuela de verano), que han sido todos un desastre".